# Estación Flexal
La Estación Flexal es una estación ferroviaria del Ferrocarril Vitória a Minas. Está situada en Cariacica